# Christian Gangneron
Pour les articles homonymes, voir Gangneron.
Christian Gangneron est un artiste français, dramaturge et metteur en scène d'opéras. En 1983, il fonde l'Atelier de recherche et de création pour l'art lyrique (Arcal),,. 

## Biographie
Né le 22 novembre 1944, Christian Gangneron est philosophe à la suite de sa formation à l'École normale supérieure en 1965.
Il est metteur en scène et fonde l'ARCAL, Atelier de recherche et de création pour l'art lyrique en 1983 puis devient directeur du CNIPAL, Centre national d'insertion professionnel des artistes lyriques de 1988 à 1990.

## Mises en scène
Christian Gangneron met en scène de nombreux spectacles.